# Marigo Posio
Marigo Posio także jako: Marigo Pozio, właśc. Marigo Poçi (ur. 2 lutego 1882 w Korczy, zm. 23 lutego 1932 we Wlorze) – albańska dziennikarka, feministka i działaczka narodowa.

## Życiorys
Była córką duchownego prawosławnego Kosty Poçiego i Lenki Ballauri. Miała czworo rodzeństwa. Jej siostra Urani wyszła za Kristo Floqiego, a druga z sióstr Angjeliqi była żoną premiera Kostaqa Kotty. Była jedną z pierwszych kobiet, które ukończyły pierwszą albańskojęzyczną szkołę w Korczy. Po poślubieniu Jovana Posio, Marigo wraz z mężem przeniosła się w 1904 do Wlory. Od 1908 zaangażowała się w działalność klubu patriotycznego Laberia, a jej dom stał się miejscem spotkań albańskich działaczy narodowych. W 1909 zaangażowała się w tworzenie pierwszej we Wlorze szkoły z językiem albańskim. 
W listopadzie 1912, kiedy we Wlorze ogłoszono Deklarację Niepodległości, Marigo uszyła flagę, która zawisła nad budynkiem, w którym podpisano dokument. Wkrótce potem w jej domu powstawały kolejne flagi, które umieszczano na budynkach urzędowych Wlory. W przededniu I wojny światowej zajęła się tworzeniem organizacji zrzeszającej kobiety albańskie (powstała 13 maja 1914). Od lutego 1921 wspólnie z córką Fereniqi wydawała pismo Shpresa kombëtare” (Nadzieja narodowa). W tym samym roku pismo przestało istnieć.
W ostatnich latach swojego życia Marigo cierpiała na gruźlicę, podobnie jak jej dzieci. Kuracja w Wiedniu nie powiodła się i przyczyniła się w 1932 do jej przedwczesnej śmierci. Została pochowana na cmentarzu przy prawosławnym klasztorze w Zvërnecu.
Ze związku z Jovanem Posio Marigo miała troje dzieci (Evridhiqi, Liria i Vaso). Jej popiersie znajduje się we Wlorze, w pobliżu hotelu Tozo. W 2014 muzeum w Korczy przygotowało wystawę poświęconą Marigo Posio.